# Eishockey-Nationalliga (Österreich) 1993/94
Die Saison 1993/94 der österreichischen Eishockey-Nationalliga wurde mit zehn Mannschaften ausgetragen. Titelverteidiger war der EC Ehrwald, der jedoch in dieser Saison bereits im Viertelfinale ausschied. Neuer Meister wurde der EV Innsbruck, der sich jedoch nach dieser Saison auflöste.

## Teilnehmer und Modus
Im Vergleich zum Vorjahr wurde das Teilnehmerfeld von acht auf zehn Teilnehmer aufgestockt. Der EV Innsbruck und der EK Zell am See hatten sich aus finanziellen Gründen aus der Bundesliga zurückgezogen. Neu hinzu kam der EV Zeltweg aus der Regionalliga, dafür verzichteten der EC Morzg Salzburg auf einen Start. Gespielt wurde eine einfache Hin- und Rückrunde, der Playoffs mit Viertelfinale, Halbfinale und Finale folgten, die jeweils im Best-of-three-Modus ausgetragen wurden.

## Grunddurchgang
| Pl. | Team            | Sp | S  | U | N  | Tore    | Pkt |
| --- | --------------- | -- | -- | - | -- | ------- | --- |
| 1   | EV Innsbruck    | 18 | 14 | 2 | 2  | 137:470 | 30  |
| 2   | EHC Lustenau    | 18 | 11 | 3 | 4  | 115:790 | 25  |
| 3   | EC Ehrwald      | 18 | 12 | 0 | 6  | 112:870 | 24  |
| 4   | CE Wien         | 18 | 9  | 4 | 5  | 91:67   | 22  |
| 5   | EK Zell am See  | 18 | 9  | 3 | 6  | 98:74   | 21  |
| 6   | Kapfenberger SV | 18 | 7  | 3 | 8  | 096:106 | 17  |
| 7   | UEC Mödling     | 18 | 7  | 1 | 10 | 77:90   | 15  |
| 8   | EV Zeltweg      | 18 | 4  | 3 | 11 | 072:127 | 11  |
| 9   | EC Kitzbühel    | 18 | 5  | 0 | 13 | 069:117 | 10  |
| 10  | EC Graz II      | 18 | 2  | 1 | 15 | 068:141 | 5   |

## Playoffs

### Viertelfinale
| Serie                                  | Stand | Spiel 1 | Spiel 2 | Spiel 3 |
| -------------------------------------- | ----- | ------- | ------- | ------- |
| EV Innsbruck (1) – Kapfenberger SV (6) | 2:0   | 4:2     | 6:5     |         |
| EHC Lustenau (2) – UEC Mödling (7)     | 1:2   | 9:3     | 1:5     | 5:7     |
| CE Wien (4) – EV Zeltweg (8)           | 2:0   | 7:3     | 4:2     |         |
| EK Zell am See (5) – EC Ehrwald (3)    | 2:0   | 6:2     | 7:3     |         |

### Halbfinale
| Serie                              | Stand | Spiel 1 | Spiel 2 | Spiel 3 |
| ---------------------------------- | ----- | ------- | ------- | ------- |
| EV Innsbruck (1) – UEC Mödling (7) | 2:0   | 5:2     | 7:1     |         |
| CE Wien (4) – EK Zell am See (5)   | 2:0   | 4:1     | 6:3     |         |

### Finale
| Serie                          | Stand | Spiel 1 | Spiel 2 | Spiel 3 |
| ------------------------------ | ----- | ------- | ------- | ------- |
| CE Wien (4) – EV Innsbruck (1) | 0:2   | 3:4     | 4:6     |         |

## Auf- und Abstieg
Mit dem 2:0 in der Finalserie sicherte sich der EV Innsbruck seinen ersten und gleichzeitig letzten Meistertitel in der zweiten Spielklasse, nachdem die Mannschaft in den Jahrzehnten zuvor auch sechs Mal den Titel Österreichischer Meister hatte gewinnen können. Der Meister stieg aber nicht in die Bundesliga auf, weil der EV Innsbruck nach der Saison aus finanziellen Gründen aufgelöst werden musste. 1995 wurde mit dem HC Innsbruck ein Nachfolger gegründet.
Aufgrund der Krise der Bundesliga, die 1993/94 nur noch aus vier Vereinen bestand, wurde eine umfassende Reform beschlossen und die beiden oberste  Spielklassen praktisch fusioniert. Lediglich der EC Kitzbühel und der UEC Mödling verblieben in der zweiten Spielklasse, die um zehn weitere Teams aus dem Landesverbänden ergänzt wurden.

## Kader des Nationalliga-Meisters
| Nationalliga-Meister EV Innsbruck | Torhüter: Verteidiger: Norbert Havasi Angreifer: Martin Lindner, Dominik Strobl, Dieter Strobl, Robert Wachter Cheftrainer: |